# Rafał Czerner
Rafał Czerner (ur. 3 marca 1958 we Wrocławiu, zm. 3 maja 2024) – polski profesor nauk technicznych, archeolog, architekt i urbanista. Specjalizował się w zagadnieniach z zakresu architektury i urbanistyki, w tym estetyki, historii architektury i konserwacji zabytków. Kierownik oraz profesor zwyczajny i wykładowca Katedry Historii Architektury, Sztuki i Techniki na Wydziale Architektury Politechniki Wrocławskiej. Członek Komisji Archeologii Krajów Śródziemnomorskich działającej na Wydziale Historyczno-Filozoficznym Polskiej Akademii Umiejętności.
Był kierownikiem Polsko-Egipskiej Misji Konserwatorskiej w Marinie El-Alamein.

## Życiorys
Syn Barbary i Olgierda Czernerów oraz brat Doroty. Studia architektoniczne rozpoczął w 1977 roku na Wydziale Architektury Politechniki Wrocławskiej. Ukończył je w 1982 roku uzyskując tym samym dyplom inżyniera architekta. Następnie wyjechał na staże naukowe do Paryża i Monako. Osiem lat później doktoryzował się w Instytucie Historii Architektury, Sztuki i Techniki PW na podstawie pracy zatytułowanej Ratusz w Brzegu. W tym samym roku (1990) ukończył kurs konserwacji zabytków architektury w Międzynarodowym Centrum Studiów Konserwacji i Restauracji Dóbr Kultury w Rzymie, a trzy lata później Międzynarodowy Kurs Konserwacji Kamienia w Wenecji. W 2003 habilitował się na podstawie pracy Zabudowy rynków. Średniowieczne bloki śródrynkowe wybranych dużych miast Śląska .
Tytuł profesora nauk technicznych nadano mu w 2012 roku.
Zmarł 3 maja 2024 roku. Został pochowany na cmentarzu św. Wawrzyńca we Wrocławiu.

## Książki
Rafał Czerner jest autorem lub współautorem następujących pozycji książkowych:
- Blok ratuszowy w Świdnicy do połowy XVI w[8]
- Ratusz i urządzenia handlowe na rynku w Głogowie[9]
- The architectural decoration of Marina el-Alamein[10]